# Abadia de Fossanova
L'Abadia de Fossanova, anteriorment coneguda com a Fossa Nuova, és un monestir cistercenc ubicada a Itàlia, més precisament a la Província de Latina, a prop de l'estació de ferrocarril de Priverno, uns 67 quilòmetres al sud-est de Roma.
És l'exemple més fi de les abadies cistercienses i del principi de l'estil gòtic borgonyó a Itàlia, i data de finals del segle xii a finals del segle xiii. L'església (1187 - 1208) és bastant similar a l'Abadia de Casamari. Els altres edificis conventuales són també dignes de menció. Sant Tomás D'aquino va morir aquí el 1274.